# Marcel Couttet
Pour les articles homonymes, voir Couttet.
Marcel André Couttet (né le 27 juillet 1912 à Chamonix, mort le 23 février 2002 à Passy (Haute-Savoie)) est un joueur professionnel français de hockey sur glace.

## Famille
Marcel Couttet est le frère cadet de Henri Couttet et aîné de Denis Couttet. Son père Alfred Julien Couttet (1872-1918), chaudronnier, et deux autres frères jouent eux aussi au hockey.

## Carrière
Marcel Couttet fait toute sa carrière au Chamonix Hockey Club de 1931 à 1944 puis la saison 1951-1952 avec la réserve,. Il est champion de France en 1939, 1942 et 1944.
Marcel Couttet fait partie de l'équipe de France aux Jeux olympiques de 1936 à Garmisch-Partenkirchen,. Il participe au championnat du monde en 1937.
Il participe également à des compétitions locales de patinage de vitesse et de ski.